# Міжпівкульна асиметрія
Міжпівкульна асиметрія (дав.-гр. α — «без» і συμμετρια — «співрозмірність») — одна з фундаментальних закономірностей організації мозку не тільки людини, але і тварин. Проявляється не тільки в морфології мозку, але і в міжпівкульній асиметрії психічних процесів.
Міжпівкульна асиметрія психічних процесів — функціональна спеціалізованість півкуль головного мозку: при здійсненні одних психічних функцій домінує ліва півкуля, при інших — права. Понад столітня історія анатомічних, морфофункціональних, біохімічних, нейрофізіологічних і психофізіологічних досліджень асиметрії великих півкуль головного мозку людини свідчить про існування особливого принципу побудови та реалізації таких найважливіших функцій мозку, як сприйняття, увага, пам’ять, мислення і мовлення.